# Liste deutscher Bezeichnungen koreanischer Orte
In dieser Liste werden koreanischen Orten und geografischen Eigennamen deren deutsche Bezeichnungen vorangestellt. Heute werden jedoch mit Ausnahme von Pjöngjang im deutschsprachigen Raum meist die offiziellen Romanisierungen verwendet.

## A
- Andschu: Anju

## D
- Daedschon: Daejeon

## H
- Hädschu: Haeju
- Hesantschin: Hyesan
- Hitschon: Huichon

## I
- Intschon/Intschön: Incheon

## K
- Kanggje: Kanggye
- Käsong: Kaesŏng
- Kim Tschäk: Kimchaek
- Kwangdschu: Gwangju

## N
- Natschin: Rajin

## P
- Pjöngjang: Pyongyang
- Puwan: Suwon

## S
- Samtschok: Samchok
- Sinuidschu: Sinŭiju
- Söngnam: Seongnam
- Söul, Soul: Seoul

## T
- Tantschon: Tanchon
- Tschongdschin: Chongjin
- Tschongdschu: Chonju

## W
- Wönsan: Wŏnsan